# Xa lộ Liên tiểu bang 95
Xa lộ Liên tiểu bang 95 (tiếng Anh: Interstate 95 hay viết tắt là I-95) là một xa lộ liên tiểu bang then chốt, hướng bắc-nam trên duyên hải phía đông của Hoa Kỳ, chạy song song với Đại Tây Dương từ tiểu bang Maine đến tiểu bang Florida và phục vụ một số vùng đô thị đông dân nhất tại Hoa Kỳ trong số đó có Boston, Providence, New Haven, Thành phố New York, Newark, Philadelphia, Baltimore, Washington, D.C., Richmond, Savannah, Jacksonville và Miami. Đây là xa lộ bắc-nam dài nhất trong Hệ thống Xa lộ Liên tiểu bang. Nó thay thế các quốc lộ Hoa Kỳ củ, phần lớn là Quốc lộ Hoa Kỳ 1. Các đoạn củ nhất của I-95 trong đó có một số đường thu phí có trước khi hệ thống xa lộ liên tiểu bang ra đời. Một phần xa lộ chưa được xây xong trong vùng Pennsylvania–New Jersey. Công cuộc xây dựng đoạn đường đứt đoạn này được dự tính hoàn thành vào thập niên 2010 (có thể là năm 2018).
Hai đoạn của I-95 có tổng chiều dài là 1.925 mi (3.098 km). Đầu phía nam của I-95 nằm ở Quốc lộ Hoa Kỳ 1 tại phía nam Miami, Florida. Xa lộ hướng lên phía bắc dọc theo Đại Tây Dương từ Jacksonville, Florida đến Savannah, Georgia, và rồi đi gần bên trong đất liền hơn qua tiểu bang South Carolina và tiểu bang North Carolina đến thành phố Richmond, Virginia. Từ Richmond qua Washington, D.C. đến Baltimore, Maryland, I-95 đi theo đường phân tuyến nơi Đồng bằng Duyên hải Đại Tây Dương gặp Cao nguyên Appalachian Piedmont. Xa lộ tiếp tục đi về phía bắc qua Wilmington, Delaware và Philadelphia. Từ đây, xe cộ phải dùng đường khác để đi về thành phố Newark, New Jersey cho đến khi nào Dự án Nút giao thông lập thể Xa lộ thu phí Pennsylvania/Xa lộ Liên tiểu bang 95 hoàn thành (dự kiến năm 2017). I-95 qua Cầu George Washington vào Thành phố New York và rồi đi qua New Haven, Connecticut, Providence, Rhode Island, đi quanh Boston, Massachusetts, qua Portsmouth, New Hampshire, Portland, Maine trên đường đi đến Quốc lộ Hoa Kỳ 2 và cửa khẩu Houlton/Woodstock để đến Xa lộ New Brunswick 95 ngắn, là xa lộ nối vào Xa lộ Liên-Canada.
Đây là xa lộ liên tiểu bang bắc-nam dài nhất (5 xa lộ liên tiểu bang đông-tây dài hơn là: Xa lộ Liên tiểu bang 10 dài 2.460 mi (3.959 km), Xa lộ Liên tiểu bang 40 dài 2.555 mi (4.112 km), Xa lộ Liên tiểu bang 70 dài 2.153 mi (3.465 km), Xa lộ Liên tiểu bang 80 dài 2.899 mi (4.665 km), và Xa lộ Liên tiểu bang 90 dài 3.099 mi (4.987 km)). I-95 đi qua 15 tiểu bang, hơn bất cứ xa lộ liên tiểu bang nào khác; xa lộ liên tiểu bang đi qua nhiều tiểu bang đứng thứ hai là Xa lộ Liên tiểu bang 90 với 12 tiểu bang. Theo Cục Điều tra Dân số Hoa Kỳ, chỉ 5 quận dọc theo xa lộ - 2 tại South Carolina, 1 tại miền nam Virginia và 2 tại miền bắc Maine — hoàn toàn là nông thôn. Theo Liên minh Hành lang Xa lộ Liên tiểu bang 95 Lưu trữ ngày 13 tháng 5 năm 2008 tại Wayback Machine, vùng mà I-95 phục vụ "có mật độ dân số ba lần nhiều hơn mật độ dân số trung bình của Hoa Kỳ và mức độ định cư đông như của Tây Âu".
Tính đến năm 2007, I-95 là xa lộ liên tiểu bang đường dài duy nhất không bị hủy bỏ mặc dù chưa hoàn toàn xây dựng xong theo kế hoạch xây dựng ban đầu. Một đoạn dứt tồn tại giữa hai đoạn riêng biệt tại New Jersey và Pennsylvania vì bị ảnh hưởng một phần từ các vụ phản đối chống xây dựng xa lộ cao tốc trong thập niên 1960 và thập niên 1970; vì thế việc lưu thông trực tiếp trên toàn chiều dài của I-95 là không thể thực hiện được vì hai đoạn nằm cách nhau khoảng 10 dặm (16 km). Đa số người lái xe đi lên Cầu Tưởng niệm Delaware đến Xa lộ thu phí New Jersey để kết nối đoạn đứt.

## Mô tả xa lộ
|    | dặm                                                                 | km                        |
| -- | ------------------------------------------------------------------- | ------------------------- |
| FL | 382,17                                                              | 615,04                    |
| GA | 112,03                                                              | 180,29                    |
| SC | 198,76                                                              | 319,87                    |
| NC | 181,71                                                              | 292,43                    |
| VA | 178,73                                                              | 287,64                    |
| DC | 0,07                                                                | 0,12                      |
| MD | 109,05                                                              | 175,50                    |
| DE | 23,43                                                               | 37,71                     |
| PA | 51,08                                                               | 82,21                     |
| NJ | 77,96 (chính) 8,77 (vùng Trenton) 11,03 (nhánh tây) 97,76 (tổng số) | 125,46 14,11 17,75 157,33 |
| NY | 23,50                                                               | 37,82                     |
| CT | 111,57                                                              | 179,55                    |
| RI | 43,3                                                                | 69,7                      |
| MA | 91,95                                                               | 147,98                    |
| NH | 16,20                                                               | 26,08                     |
| ME | 303,2                                                               | 488,0                     |

### Florida đến South Carolina
Xa lộ Liên tiểu bang 95 bắt đầu tại Quốc lộ Hoa Kỳ 1 ngay phía nam phố chính Miami, Florida, và đi theo một con đường phía bắc dọc theo duyên hải Đại Tây Dương của tiểu bang Florida, đi qua gần những vị trí trong tiểu bang Florida như Duyên hải Không gian (vùng nằm xung quanh Trung tâm Không gian Kennedy), Port Orange và Saint Augustine, Florida trước khi đi về phía bắc qua Jacksonville vào tiểu bang Georgia. Xa lộ Liên tiểu bang 95 tại Georgia đi qua các vùng đầm lầy phía đông của Georgia, gần như men theo duyên hải đến Savannah nơi nó giao cắt với Xa lộ Liên tiểu bang 16, rồi băng vào tiểu bang South Carolina. Tại South Carolina, I-95 đi xa trong đất liền hơn lộ trình của nó ở phía nam và rồi đi vào tiểu bang North Carolina.
Đoạn đường qua tiểu bang Florida của I-95 có nhiều vụ tai nạn chết người nhất so tất cả các xa lộ liên tiểu bang.

### North Carolina đến Virginia

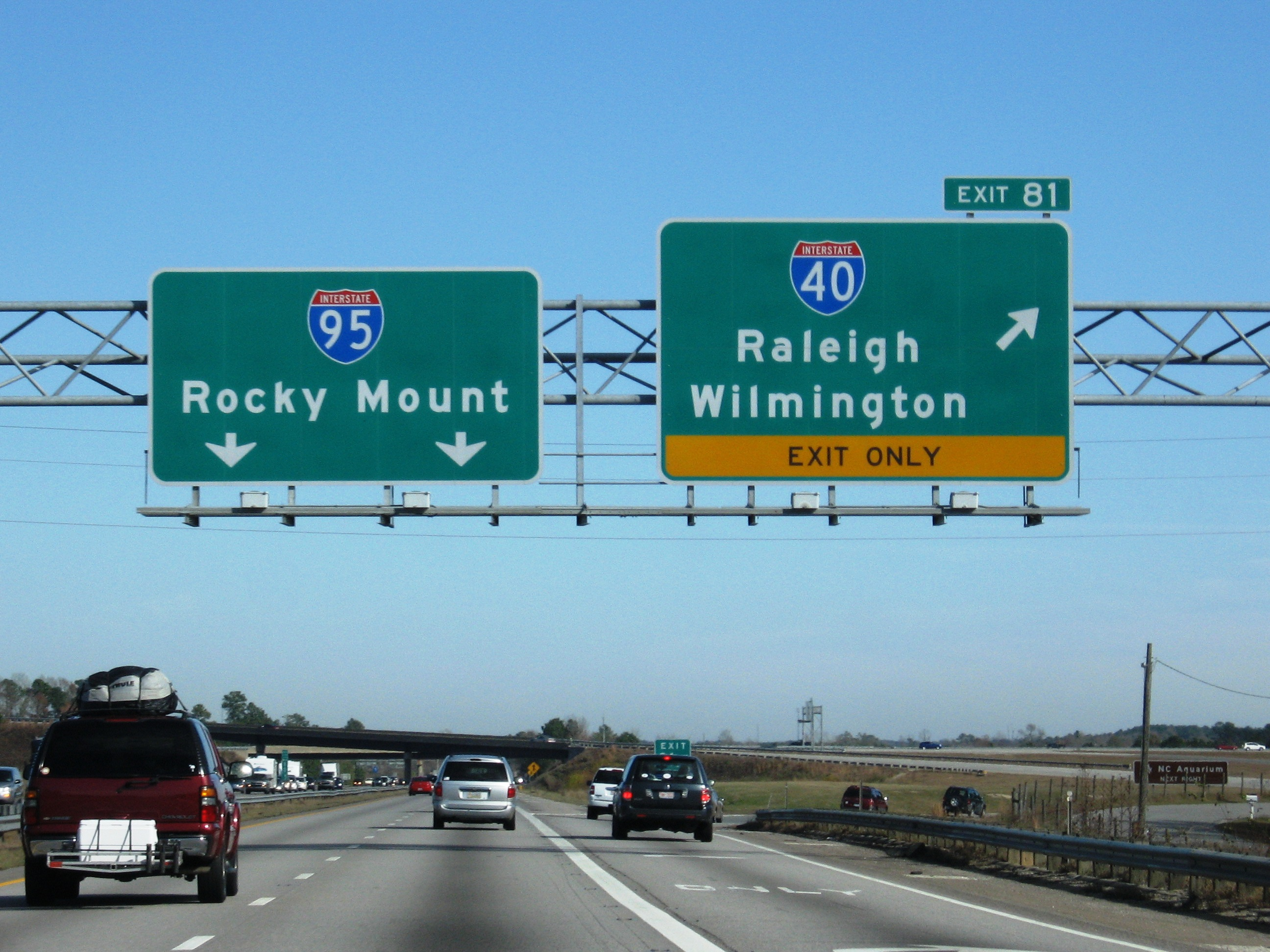
Xa lộ Liên tiểu bang 95, chiều đi hướng bắc, tại nút giao thông khác mức với Xa lộ Liên tiểu bang 40.

Xa lộ Liên tiểu bang 95 tại North Carolina là một trong bốn hành lang bắc-nam chủ chốt đi qua tiểu bang (những hành lang kia gồm có Quốc lộ Hoa Kỳ 220 (Xa lộ Liên tiểu bang 73)/Quốc lộ Hoa Kỳ 29, Xa lộ Liên tiểu bang 77, và Xa lộ Liên tiểu bang 26). I-95 phục vụ không chính thức như một phân tuyến giữa hai vùng piedmont và Đồng bằng Duyên hải Đại Tây Dương của tiểu bang North Carolina. Tại Virginia, Xa lộ Liên tiểu bang 95 gần như đi theo cùng phân tuyến giữa hai vùng và đi ngang thủ phủ tiểu bang của mình là Richmond trước khi vào Bắc Virginia và sau đó vào tiểu bang Maryland bằng Cầu Woodrow Wilson.

### Maryland, Delaware, và Pennsylvania
Xa lộ Liên tiểu bang 95 vào tiểu bang Maryland bằng Cầu Woodrow Wilson. Tại đây một đoạn ngắn khoảng 0,07 dặm (0,11 km) của xa lộ đi qua góc cận nam nhất của Đặc khu Columbia. Tại Maryland, I-95 đi theo Xa lộ Vòng Thủ đô quanh Washington, D.C. Trước khi rời xa lộ vòng ở phía bắc thành phố, I-95 đi theo chiều đường chéo từ giữa tiểu bang đến Baltimore. Sau đó, I-95 đi qua đông bắc Maryland, qua Cầu Tưởng niệm Millard E. Tydings bắt qua Sông Susquehanna tại Havre de Grace. Phía bên kia cầu là nơi thu phí cho xe cộ đi theo chiều về phía bắc. Sau đó, xa lộ đi về phía đông đến ranh giới tiểu bang Delaware và rồi về thành phố Wilmington.
I-95 là xa lộ có lượng xe lưu thông nhiều nhất tại tiểu bang Delaware, nối liền thủ đô Washington và phía nam với thành phố Philadelphia và phía bắc. Sau khi xa lộ vào tiểu bang Delaware từ tiểu bang Maryland, một dải phân cách thu phí của Xa lộ thu phí Delaware được đặt khoảng 0,5 dặm (0,80 km) từ ranh giới Maryland. I-95 tiếp tục khoảng 23 dặm (37 km) để đến tiểu bang Pennsylvania.
Xa lộ Liên tiểu bang 95 vào tiểu bang Pennsylvania dọc Sông Delaware gần Marcus Hook, đi dọc theo bờ sông phía tây qua thành phố Philadelphia, và hướng về phía bắc để vào tiểu bang New Jersey ở chỗ gần Trenton theo ngã Cầu Scudder Falls.

### New Jersey và New York; hoàn thành đoạn đứt cuối của xa lộ
Hiện tại có một đoạn đường đứt trên I-95 đang được xây dựng để kết nối hai phần của nó thành một xa lộ liên tục qua một dự án có tên "Dự án Nút giao thông lập thể Xa lộ thu phí Pennsylvania/Xa lộ Liên tiểu bang 95". I-95 kết thúc tại phía bắc thành phố Trenton, NJ, nhưng bắt đầu ở Xa lộ thu phí New Jersey ở phía nam Trenton.
Xe cộ được hướng dẫn tiếp tục đi về phía nam trong xã Lawrence nơi I-95 trở thành Xa lộ Liên tiểu bang 295 đi về hướng nam, gần lối ra để vào Quốc lộ Hoa Kỳ 1. Xe cộ được chỉ dẫn đi xuống Xa lộ Liên tiểu bang 295 và được hướng dẫn ra khỏi xa lộ tại Lối ra số 60A để vào Xa lộ Liên tiểu bang 195 đi hướng đông nằm trong xã Hamilton. Xe cộ được chỉ dẫn tiếp tục trên I-195 đi hướng đông trước khi đến Lối ra số 6 để đi vào Xa lộ thu phí New Jersey (Lối ra số 7 của xa lộ thu phí, và là điểm tiếp nối của Xa lộ Liên tiểu bang 95) trong xã Robbinsville.
Sau đó I-95 đi theo Xa lộ thu phí New Jersey về hướng bắc qua Newark vào tiểu bang New York bằng Cầu George Washington. I-95 đi ngang qua Manhattan, The Bronx, và miền Nam Quận Westchester trong tiểu bang New York trước khi đến tiểu bang Connecticut.

### New England
Xa lộ Liên tiểu bang 95 vào vùng Tân Anh tại tiểu bang Connecticut và đi dọc theo phần phía nam của tiểu bang cách duyên hải chừng vài dặm theo hướng đông-tây hơn là bắc-nam. Sau đó nó uốn khúc trở về hướng bắc, đi vào tiểu bang Rhode Island, và đi qua thủ phủ Providence. Sau đó, Xa lộ Liên tiểu bang 95 vào tiểu bang Massachusetts, không đi trực diện vào mà đi quanh thành phố Boston qua ngã Xa lộ Massachusetts 128 trước khi quay sang phía bắc. Tiếp theo xa lộ đi vào và đi qua tiểu bang New Hampshire với một đoạn đường ngắn. I-95 đi vào tiểu bang Maine, đi theo Xa lộ thu phí Maine đến cửa khẩu biên giới Canadian, giao cắt điểm đầu phía đông của Quốc lộ Hoa Kỳ 2 vào tỉnh bang New Brunswick as Route 95.

## History

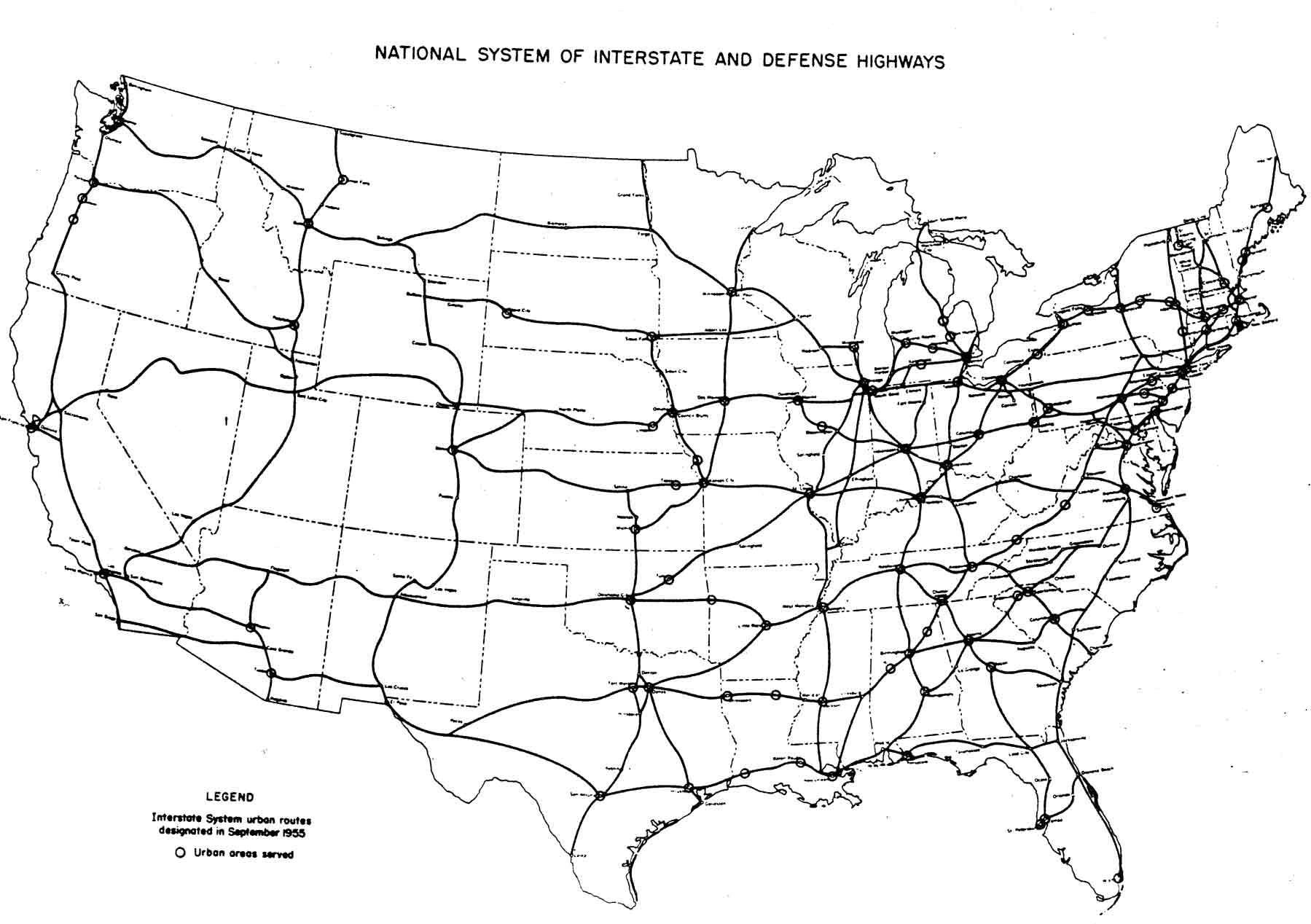
Các kế hoạch xây dựng Hệ thống Xa lộ Liên tiểu bang năm 1955

Các phần khác nhau của I-95 có hoặc từng có thu phí. Nhiều phần của I-95 từng là các con lộ thu phí đã được xây dựng hay lên kế hoạch xây dựng trước đó, đặc biệt trong vùng Đông Bắc Hoa Kỳ. Nhiều trong số những con lộ này vẫn còn tồn tại ngày nay nhưng một số không còn thu phí nữa. Mọi đoạn thu phí hiện tại đều có một hệ thống trả tiền điện tử tương tự nhau, gọi là E-ZPass.

### Florida

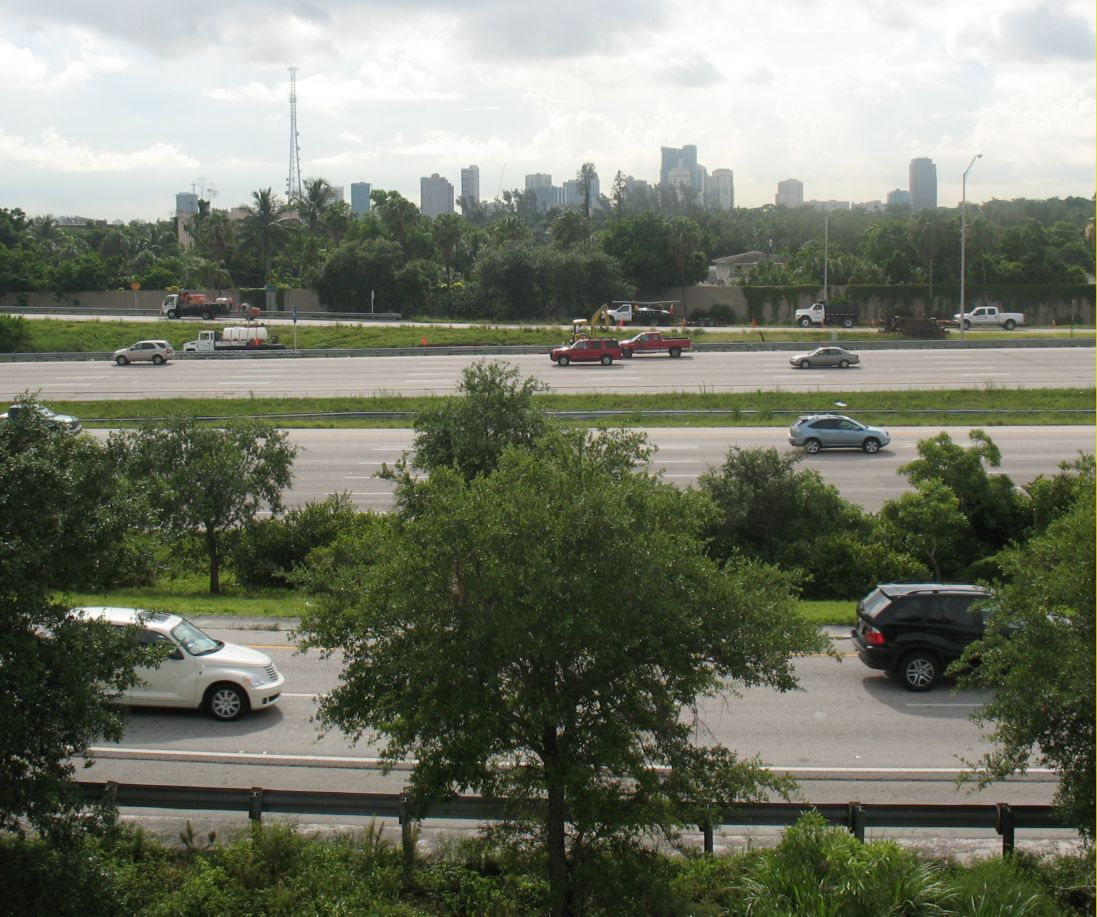
Xa lộ Liên tiểu bang 95 khi đi qua Fort Lauderdale

Ban đầu, I-95 chạy trùng trên Xa lộ thu phí Florida khoảng 41 dặm (66 km) từ Palm Beach Gardens lên phía bắc đến Ft. Pierce trên vùng Duyên hải Treasure. Qua thời gian, I-95 có một lộ trình riêng biệt trong đó có đoạn chạy song song với Xa lộ thu phí Florida giữa Palm Beach Gardens và Stuart. Phí xa lộ bị dẹp bỏ khi I-95 được di dời vào năm 1973, và nó được hoàn tất vào năm 1987.
Cầu Fuller Warren spans the St. Johns River tại Jacksonville, Florida. Cầu củ là cầu di động có thu phí cho đến thập niên 1980. Cầu hiện tại được xây xong năm 2002.

### Virginia
Richmond-Petersburg Turnpike là một xa lộ thu phí tại trung Virginia. Xa lộ thu phí này được thành lập năm 1955, và khánh thành vào tháng 7 năm 1958. Nó kéo dài từ địa giới phía bắc của thành phố Richmond đến ngay phía nam thành phố Petersburg trên lộ trình mà ngày nay là Xa lộ Liên tiểu bang 85. Tháng 8 năm 1958, phần lớn con đường này được đặt tên là Xa lộ Liên tiểu bang 95. Phí xa lộ được bãi bỏ năm 1992.

### Maryland và Delaware
Đường hầm Fort McHenry nằm bên dưới bến cảng thành phố Baltimore thuộc tiểu bang Maryland. Đường hầm này mở năm 1985 và hoàn thành trừ một đoạn đứt lớn trên I-95 nằm trong tiểu bang New Jersey.
Xa lộ Tưởng niệm John F. Kennedy ở phía bắc thành phố Baltimore. Xa lộ này khánh thành năm 1963. Cả xa lộ này và Xa lộ thu phí Delaware đều được Tổng thống John F. Kennedy khánh thành. Xa lộ này kéo dài từ địa giới phía bắc của thành phố Baltimore đến ranh giới tiểu bang Delaware. Sau khi tổng thống Kennedy bị ám sát, xa lộ này và Xa lộ thu phí Delaware được đặt tên là Xa lộ Tưởng niệm John F. Kennedy.
Xa lộ thu phí Delaware, khánh thành năm 1963, kéo dài I-95 từ ranh giới tiểu bang Maryland đến phía nam thành phố Wilmington tại nút giao thông lập thể I-295. Có một đoạn thu phí cả hai chiều giữa Xa lộ Delaware 896 (lối ra số 1) và ranh giới tiểu bang Maryland. Đây là con đường thu phí đắt nhất tại Hoa Kỳ, tính theo phí trung bình cho mỗi dặm; $4 mỗi chiều; 35.7 xu mỗi dặm.

### Pennsylvania
I-95 tiếp tục lên hướng bắc vào tiểu bang Pennsylvania, dọc theo Sông Delaware qua Philadelphia, và xa hơn về phía bắc. Nó tiếp tục hướng bắc đi qua chỗ trong tương lai có nút giao thông lập thể của Xa lộ thu phí Pennsylvania/Xa lộ Liên tiểu bang 95. Ở đó là nơi nó vừa đi qua Xa lộ thu phí Pennsylvania (Xa lộ Liên tiểu bang 276); hai xa lộ trước đây không được xây dựng để nối liền với nhau. Phía bắc của I-276, I-95 đổi đường qua nút giao thông với Quốc lộ Thương mại Hoa Kỳ 1/Xa lộ Pennsylvania 413 và Quốc lộ Hoa Kỳ 1. Xa lộ hướng vào trong xã Lower Makefield là nơi nó có các nút giao thông lập thể với Xa lộ Pennsylvania 332 và Lộ Taylorsville (là lộ cung cấp lối đi đến Xa lộ Pennsylvania 32) trước khi vượt Sông Delaware vào tiểu bang New Jersey trên Cầu Scudder Falls.

### New Jersey và New York
Xa lộ thu phí New Jersey thông xe năm 1952, và hiện nay nó được cắm biển là I-95 từ Lối ra số 6 (Đường dẫn vào Xa lộ thu phí Pennsylvania), bên ngoài thành phố Philadelphia đi về phía bắc đến ranh giới tiểu bang New York. Vào năm 2017, I-95 sẽ đi theo đường dẫn như có nhắc ở trên để vào tiểu bang Pennsylvania.
Cầu George Washington mang I-95, Quốc lộ 1 và 9, và Quốc lộ Hoa Kỳ 46 qua Sông Hudson giữa New Jersey và Thượng Manhattan. Tần trên của cầu hai tầng và 14 làn xe được thông xe vào năm 1931, và tầng dưới được thông xe năm 1962. Xe cộ đi chiều hướng bắc (di chuyển thật sự hơi lệch về hướng nam trên cầu này) phải trả phí ở đầu bên phía tiểu bang New Jersey trước khi vượt qua cầu vào tiểu bang New York.
Xa lộ cao tốc New England tại tiểu bang New York kéo dài từ nút giao thông lập thể Xa lộ Công viên Pelham nằm trong The Bronx, ngay phía bắc I-695 đến ranh giới tiểu bang Connecticut. Xa lộ cao tốc New England bắt đầu được xây dựng năm 1951, nhưng chưa được hoàn thành cho đến năm 1961. Năm 1956, xa lộ cao tốc này được cắm biển là một phần của I-95. Ban đầu phí xa lộ vẫn được áp dụng cho cả hai chiều lưu thông nhưng sau đó chiều đi hướng nam không còn thu phí nữa vào cuối thập niên 1980 suốt thời gian Xa lộ cao tốc New England được xây dựng lại. Hiện tại xa lộ này chỉ thu phí đối với xe cộ lưu thông chiều đi hướng bắc.

### New England

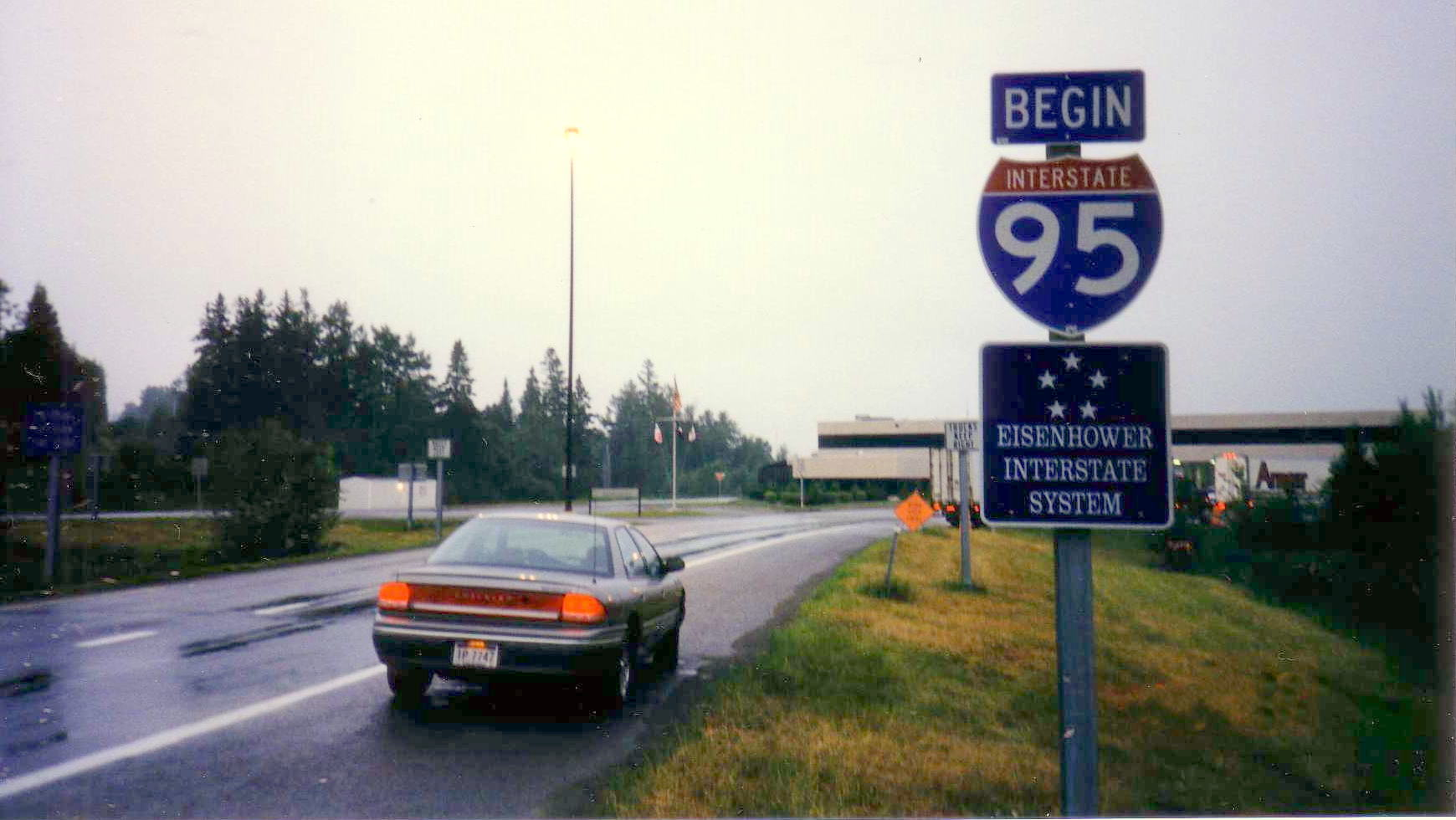
Xa lộ Liên tiểu bang 95 bắt đầu đi về phía nam từ biên giới Canada

Xa lộ thu phí Connecticut được hoàn thành năm 1958 và được cắm biển là một phần của I-95. I-95 đi theo xa lộ thu phí này qua tiểu bang Connecticut từ ranh giới tiểu bang New York đến nơi giao cắt với I-395 tại Waterford, rồi tiếp tục đi về hướng đông đến ranh giới tiểu bang Rhode Island. Xa lộ này không còn thu phí vào năm 1985 sau khi có một vụ tai nạn xe cộ chết người khét tiếng xảy tại một trạm thu phí vào năm 1983. Tháng 1 năm 2007, Bộ Giao thông Connecticut thông báo một cuộc nghiên cứu tốn 4 triệu đô là để xem xét tính khả thi về việc thu phí trở lại trên Xa lộ thu phí Connecticut.
Xa lộ thu phí New Hampshire được cắm biển là I-95 tại tiểu bang New Hampshire. Cả đoạn đường I-95, trừ phần cực bắc nhất dài dặm (1.6 km), trong tiểu bang New Hampshire được đặt tên là Xa lộ thu phí Blue Star. Đây là một phần nằm trong Hệ thống Xa lộ thu phí New Hampshire. Hệ thống Xa lộ thu phí tách khỏi I-95 tại thành phố Portsmouth ở nút giao thông lập thể với Quốc lộ Hoa Kỳ 4. Phí xe cộ được thu một lần tại trạm thu phí chính nằm trong thành phố Hampton.
Xa lộ thu phí Maine được xây dựng thành hai đoạn, hoàn thành năm 1947 và 1955. Bắt đầu năm 2004, toàn bộ Xa lộ thu phí Maine được cắm biển là Xa lộ Liên tiểu bang 95. Xa lộ này kéo dài từ ranh giới tiểu bang New Hampshire đến ngay phía nam thành phố Augusta.

## Các Quốc lộ Hoa Kỳ chạy song song

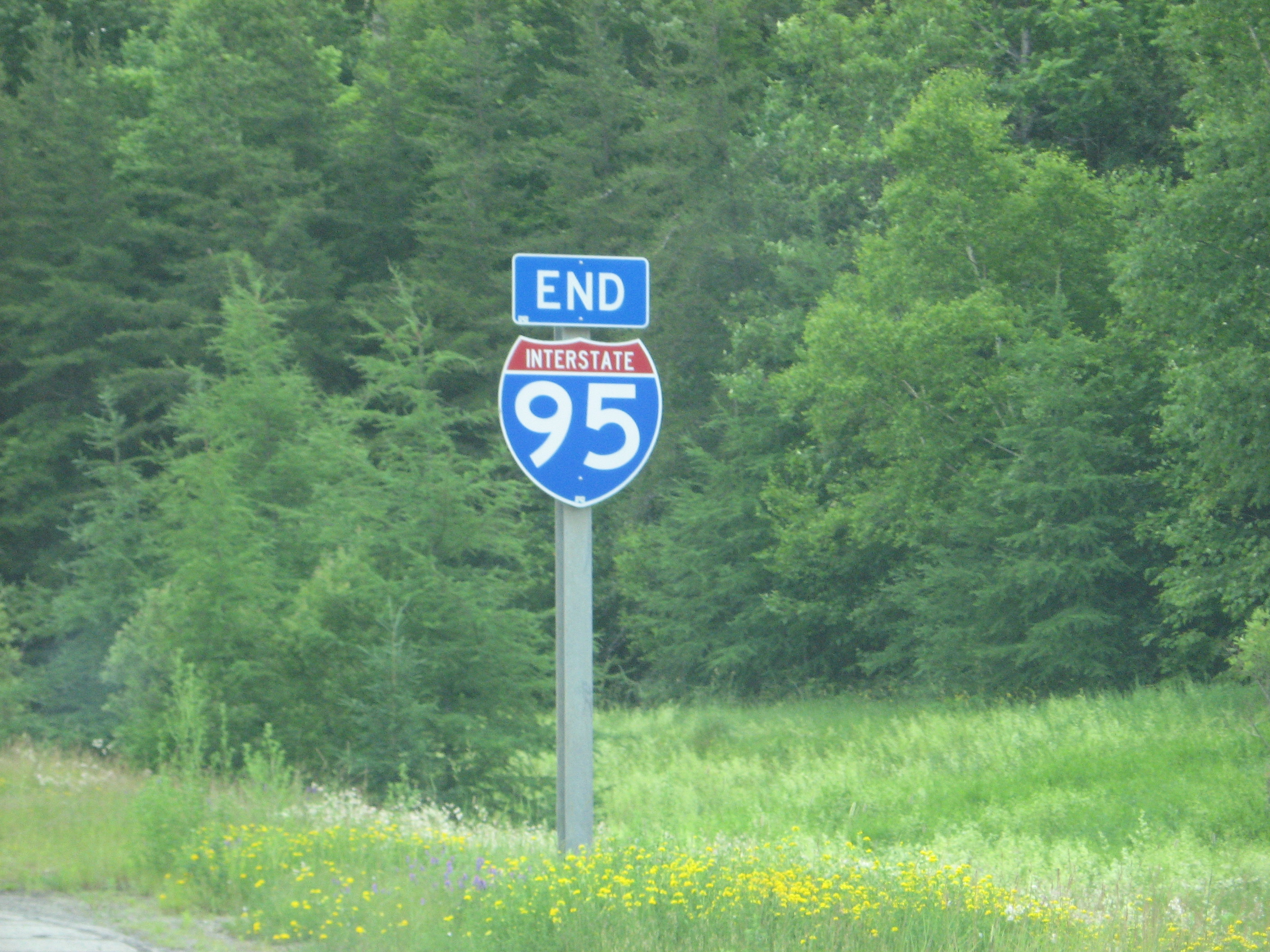
Mặc dù I-95 ban đầu được xem là sự nâng cấp Quốc lộ Hoa Kỳ 1 nhưng hai xa lộ này tách xa nhau đáng kể tại nhiều đoạn lớn đi về hướng bắc.

Mặc dù I-95 ban đầu được xem là sự nâng cấp Quốc lộ Hoa Kỳ 1 nhưng hai xa lộ này tách xa nhau đáng kể tại nhiều đoạn lớn đi về hướng bắc. Sau khi đi song song với Quốc lộ Hoa Kỳ 1 từ điểm đầu phía nam của I-95 đến Jacksonville, FL, Quốc lộ Hoa Kỳ 1 hướng về phía tây và I-95 đi song song theo Quốc lộ Hoa Kỳ 17 qua tiểu bang Georgia vào nam South Carolina, thậm chí chúng giao cắt với nhau nhiều lần. Tại Walterboro, SC, Quốc lộ Hoa Kỳ 17 đi về hướng đông đế thành phố Charleston, SC và Quốc lộ Hoa Kỳ 15 bắt đầu đi song song với I-95. Chúng tiếp tục đi song song một đoạn ngắn đến Summerton, SC là nơi I-95 bắt đầu chạy song song gần với Quốc lộ Hoa Kỳ 301 trên một đoạn đường dài. Hai xa lộ không bao giờ cách xa nhau hơn vài dặm cả đường đến thành phố Petersburg, VA. Tại thành phố này, Quốc lộ Hoa Kỳ 1 quay trở lại chạy song song với I-95. Trừ một đoạn ngắn của I-95 chạy trên xa lộ vành đai Washington, D.C., hai xa lộ tiếp tục như vậy cả đường đến thành phố Baltimore. Tại đây, mặc dù vẫn chạy song song với Quốc lộ Hoa Kỳ 1 nhưng I-95 gần như bị Quốc lộ Hoa Kỳ 40 đi theo cả đường đến thành phố Wilmington, DE. Tại Wilmington, Quốc lộ Hoa Kỳ 40 đi về phía đông đến Atlantic City, NJ và Quốc lộ Hoa Kỳ 13 bắt đầu chạy theo I-95. Hai xa lộ tiếp tục như thế cho đến khi tách nhau gần thành phố Trenton, NJ. Giả sử I-95 dùng đoạn đường đang được xây dựng và sớm hoàn thành trong tương lai thì I-95 sẽ chạy song song với Quốc lộ Hoa Kỳ 130 đến New Brunswick, NJ là nơi đến phiên Quốc lộ Hoa Kỳ 1 lại chạy song song với I-95. Quốc lộ Hoa Kỳ 1 nhiều lần giao cắt với I-95 cả đường đến Pawcatuck là nơi I-95 rời xa tất cả các quốc lộ Hoa Kỳ và thay vào đó nó chạy theo hành lang Xa lộ Rhode Island 3. Tuy nhiên Quốc lộ Hoa Kỳ 1 lại tìm thấy I-95 tại thành phố Providence, RI và chạy theo nó cho đến thành phố Boston là nơi I-95 từng buộc phải dùng xa lộ vành đai để đi quanh thành phố. Phía bắc thành phố, Quốc lộ Hoa Kỳ 1 và I-95 chạy chung với nhau cả đường đến Portland, ME là nơi I-95 đi lệch về hướng bắc hơn và chạy song song với Xa lộ Tiểu bang Maine 100 đến Newport, ME. Tại đây I-95 chạy song song với Quốc lộ Hoa Kỳ 2 cả đường đến đầu phía bắc của nó nằm khỏi thành phố Houlton, ME. Khoảng ít hơn 3 dặm từ biên giới Canada, I-95 giao cắt với Quốc lộ Hoa Kỳ 1 lần cuối cùng. Quốc lộ hướng về phía bắc để đến Fort Kent, ME.

## Các xa lộ giao cắt chính

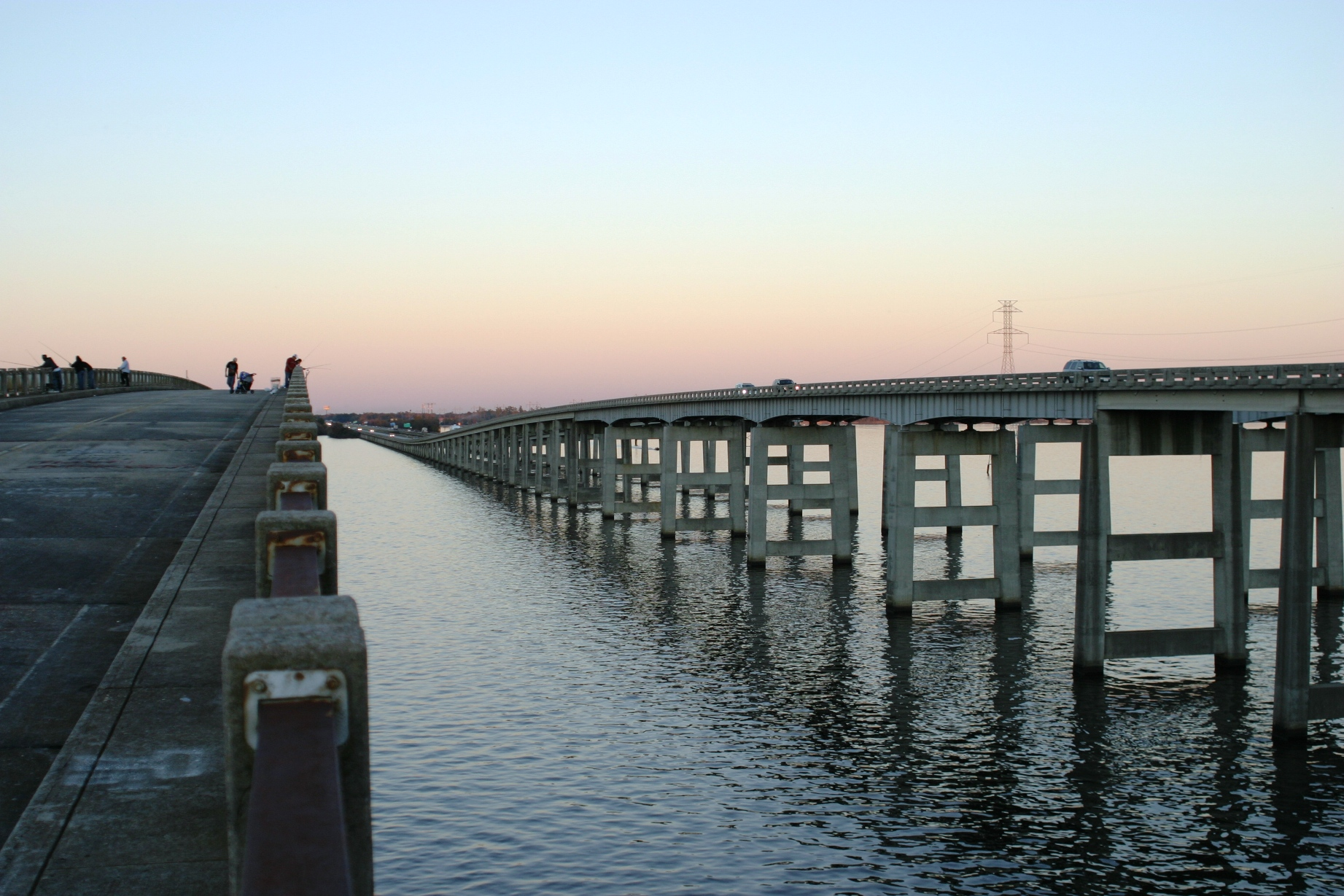
Cầu Xa lộ Liên tiểu bang 95 trên Hồ Marion tại Santee, SC; cầu củ (bên trái) hiện nay là nơi câu cá

- Xa lộ Liên tiểu bang 4 tại Daytona Beach, Florida[30]
- Xa lộ Liên tiểu bang 10 tại Jacksonville, Florida[31]
- Xa lộ Liên tiểu bang 16 tại Savannah, Georgia[32]
- Xa lộ Liên tiểu bang 26 gần Harleyville, South Carolina[33]
- Xa lộ Liên tiểu bang 20 tại Florence, South Carolina[34]
- Xa lộ Liên tiểu bang 74 gần Lumberton, North Carolina
- Xa lộ Liên tiểu bang 40 tại Benson, North Carolina[35]
- Xa lộ Liên tiểu bang 85 tại Petersburg, Virginia[36]
- Xa lộ Liên tiểu bang 64 khoảng 4 dặm (6.4 km) tại Richmond, Virginia[37]
- Xa lộ Liên tiểu bang 76 tại Philadelphia, Pennsylvania[38]
- Xa lộ Liên tiểu bang 78 tại Newark, New Jersey[39]
- Xa lộ Liên tiểu bang 80 tại Teaneck, New Jersey[40]
- Xa lộ Liên tiểu bang 87 tại New York City, tiểu bang New York[41]
- Xa lộ Liên tiểu bang 91 tại New Haven, Connecticut[42]
- Xa lộ Liên tiểu bang 93 tại Canton, Massachusetts[43]
- Xa lộ Liên tiểu bang 90 tại Weston, Massachusetts[44]
- Xa lộ Liên tiểu bang 93 tại Reading, Massachusetts[45]

## Các xa lộ phụ
Xa lộ Liên tiểu bang 95 có nhiều xa lộ phụ.
- Florida: I-195- xa lộ nhánh ngắn đi đến Miami Beach; I-295- Xa lộ vành đai quanh Jacksonville; I-395- Xa lộ nhánh ngắn đến phía nam Miami Beach; I-595- Xa lộ nhánh ngắn giữa Xa lộ Liên tiểu bang 75 và Sân bay Quốc tế Fort Lauderdale-Hollywood
- North Carolina: I-295- Xa lộ vòng tương lại quanh Fayetteville; I-795- Xa lộ nhánh ngắn đến Goldsboro
- Virginia: I-195- Xa lộ nhánh ngắn vào Richmond; I-295- Xa lộ tránh đi ngang Petersburg và Richmond; I-395- Xa lộ nhánh ngắn vào Washington, D.C.; I-495- Xa lộ vành đai quanh Washington, D.C.

Không còn sử dụng: I-595
- Washington, D.C.: I-295, I-395- Xa lộ nhánh ngắn vào Washington, D.C.; I-695- xa lộ nối ngắn và không biển dấu giữa I-395 và I-295

Không còn sử dụng: I-195
- Maryland: I-195- Xa lộ nhánh ngắn đến Sân bay Quốc tế Baltimore-Washington; I-295- Xa lộ nhánh ngắn vào Washington, D.C.; I-395- Xa lộ nhánh ngắn vào Baltimore; I-495- Xa lộ vành đai quanh Washington, D.C.; I-595- Xa lộ nhánh ngắn không biển dấu đi đến Annapolis; I-695- Xa lộ vành đai quanh Baltimore; I-795- Xa lộ nhánh ngắn giữa I-695 phía tây Baltimore và Reisterstown; I-895- Xa lộ vòng bên trong Baltimore gồm có Đường hầm Harbor

Không còn sử dụng: I-595 (Baltimore)
- Delaware: I-295- Xa lộ tránh đi qua Wilmington, Pennsylvania, và Trenton; I-495- Xa lộ tránh đi qua Wilmington

Không còn sử dụng: I-895
- Pennsylvania

Không còn sử dụng: I-695; I-895
- New Jersey: I-195- Xa lộ nhánh ngắn đến New Jersey Shore; I-295- Xa lộ tránh đi qua Trenton, Pennsylvania, và Wilmington; Route 95W- Xa lộ nhánh ngắn phía tây của Xa lộ thu phí New Jersey

Không còn sử dụng: I-495; I-695
- New York: I-295, I-695, I-895- nhiều xa lộ nối khác nhau quanh New York City; I-495- Xa lộ nhánh ngắn đến Long Island
- Connecticut: I-395- Xa lộ nhánh ngắn đến Worcester, Massachusetts
- Rhode Island: I-195- Xa lộ nhánh ngắn đến Wareham, Massachusetts; I-295- Bypass of Providence

Không còn sử dụng: I-895
- Massachusetts: I-395- Xa lộ nhánh ngắn từ Connecticut đến Worcester; I-495- Wide radius bypass of Boston and its suburbs

Không còn sử dụng: I-695
- Maine: I-195- Xa lộ nhánh ngắn đến Old Orchard Beach, Maine; I-295- Xa lộ vòng vào Portland; I-395- Xa lộ nhánh ngắn vào Bangor và Brewer; I-495- xa lộ nối không biển dấu giữa I-95 và I-295 trong thành phố Falmouth